# Citizen Cup 1987
Citizen Cup 1987 — жіночий тенісний турнір, що проходив на відкритих кортах з ґрунтовим покриттям Am Rothenbaum у Гамбурзі (Західна Німеччина). Належав до турнірів 3-ї категорії в рамках Світової чемпіонської серії Вірджинії Слімс 1987. Турнір відбувся вдесяте і тривав з 21 до 27 вересня 1987 року. Перша сіяна Штеффі Граф здобула титул в одиночному розряді.

## Фінальна частина

### Одиночний розряд
Штеффі Граф —  Ізабель Куето 6–4, 6–2
- Для Граф це був 9-й титул в одиночному розряді за сезон і 17-й — за кар'єру.

### Парний розряд
Клаудія Коде-Кільш /  Яна Новотна —  Natalia Bykova /  Лейла Месхі 7–6(7–1), 7–6(8–6)